# Coppa Italia di Serie A2 2020-2021 (calcio a 5 femminile)
La Coppa Italia di Serie A2 2020-2021 è stata la 4ª edizione della manifestazione riservata alle formazioni di Serie A2 di calcio a 5. La competizione, inizialmente in programma dal 23 al 25 aprile 2021, si è giocata dal 30 aprile al 2 maggio 2021.

## Formula
Alla competizione prendono parte le prime due classificate di ogni girone del campionato, le quali parteciperanno alla final eight che si terrà al PalaSavelli di Porto San Giorgio (in concomitanza con la final eight di Coppa Italia di Serie B) e al Pala Giulio Chierici di Tolentino.

## Squadre qualificate
Alla corrente edizione partecipano le due squadre meglio classificate in ognuno dei gironi al termine del girone di andata.
| Girone A | Girone A      | Girone B | Girone B             | Girone C | Girone C   | Girone D | Girone D |
| 1        | Padova        | 1        | Virtus Romagna       | 1        | Best Sport | 1        | Bitonto  |
| 2        | Audace Verona | 2        | Tikitaka Francavilla | 2        | Vis Fondi  | 2        | Molfetta |

## Fase finale
La final eight si svolgerà tra il 30 aprile e il 2 maggio 2021 al PalaSavelli di Porto San Giorgio e al Palasport Giulio Chierici di Tolentino.

### Regolamento
Le gare si svolgono con formula a eliminazione diretta. In caso di parità al termine dei tempi regolamentari nelle sfide dei quarti e delle semifinali verranno svolti direttamente i tiri di rigore, mentre nella finale, in tal caso, verrebbero svolti prima due tempi supplementari.

### Sorteggio
Il sorteggio per la final eight si è tenuto il 3 aprile alle 13 ed è stato trasmesso sui canali social della Divisione Calcio a 5, insieme a quello delle final eight delle altre categorie. Le squadre sono state divise in due gruppi: nel gruppo A figuravano le squadre prime classificate al termine delle gare d'andata nel proprio girone, mentre nel gruppo B erano presenti le squadre seconde classificate. Negli incontri dei quarti di finale ogni squadra appartenente al gruppo A è stata sorteggiata in posizione 1, mentre le squadre del gruppo B sono state sorteggiate in posizione 2. Squadre provenienti dallo stesso girone di serie A2 non potevano incontrarsi nel primo turno.
| Gruppo A       | Gruppo B             |
| Padova         | Audace Verona        |
| Virtus Romagna | Tikitaka Francavilla |
| Best Sport     | Vis Fondi            |
| Bitonto        | Molfetta             |

### Tabellone
|  | Quarti di finale | Quarti di finale     | Quarti di finale |            |               | Semifinali    | Semifinali | Semifinali |  |  | Finale | Finale | Finale |  |
|  |                  |                      |                  |            |               |               |            |            |  |  |        |        |        |  |
|  | 1B               | Virtus Romagna       | 1                |            |               |               |            |            |  |  |        |        |        |  |
|  | 1B               | Virtus Romagna       | 1                |            |               |               |            |            |  |  |        |        |        |  |
|  | 2A               | Audace Verona        | 3                |            |               |               |            |            |  |  |        |        |        |  |
|  | 2A               | Audace Verona        | 3                |            | Audace Verona | Audace Verona | 6          |            |  |  |        |        |        |  |
|  |                  |                      |                  |            | Audace Verona | Audace Verona | 6          |            |  |  |        |        |        |  |
|  |                  |                      | Best Sport       | Best Sport | 2             |               |            |            |  |  |        |        |        |  |
|  | 1C               | Best Sport           | Best Sport       | Best Sport | 2             | 6             |            |            |  |  |        |        |        |  |
|  | 1C               | Best Sport           |                  |            |               |               |            |            |  |  |        |        |        |  |
|  | 2B               | Tikitaka Francavilla | 4                |            |               |               |            |            |  |  |        |        |        |  |
|  | 2B               | Tikitaka Francavilla | 4                |            | Audace Verona | Audace Verona | 1          |            |  |  |        |        |        |  |
|  |                  |                      |                  |            |               |               |            |            |  |  |        |        |        |  |
|  |                  |                      | Bitonto          | Bitonto    | 3             |               |            |            |  |  |        |        |        |  |
|  | 1D               | Bitonto              | Bitonto          | Bitonto    | 3             | 4             |            |            |  |  |        |        |        |  |
|  | 1D               | Bitonto              |                  |            |               |               |            |            |  |  |        |        |        |  |
|  | 2C               | Vis Fondi            | 1                |            |               |               |            |            |  |  |        |        |        |  |
|  | 2C               | Vis Fondi            | 1                |            | Bitonto       | Bitonto       | 6          |            |  |  |        |        |        |  |
|  |                  |                      |                  |            | Bitonto       | Bitonto       | 6          |            |  |  |        |        |        |  |
|  |                  |                      | Padova           | Padova     | 2             |               |            |            |  |  |        |        |        |  |
|  | 1A               | Padova               | Padova           | Padova     | 2             | 4             |            |            |  |  |        |        |        |  |
|  | 1A               | Padova               |                  |            |               |               |            |            |  |  |        |        |        |  |
|  | 2D               | Molfetta             | 2                |            |               |               |            |            |  |  |        |        |        |  |

### Quarti di finale
| Arbitri: | Federica Pellegrini (Frosinone) Roberto Acella (Macerata) |
| Crono:   | Alessandro Coppo Fongoli (Terni)                          |

|                    |           |                                                  |
| Mencaccini 26'33'’ | Marcatori | 17'34'’ De Brito 19'08'’ Tombola 38'29'’ Coppola |

| Arbitri: | Lucy Molinaro (Lamezia Terme) Pietro Vallone (Crotone) |
| Crono:   | Matteo Ottaviani (Trieste)                             |

|                                                                                              |           |                                                     |
| Zampetti 19'30'’ Marsili 21'48'’ Ceccobelli 24'35’, 30'45'’ Romano 33'27'’ Felicetti 37'58'’ | Marcatori | 29'08’, 30'04’, 35'34'’ Nobilio 36'20'’ G. Verzulli |

| Arbitri: | Simone Di Filippo (Treviso) Giuliano Gioviale (La Spezia) |
| Crono:   | Simone Scifo (Firenze)                                    |

|                                                             |           |                 |
| Moreira 2'20'’ Azevedo 3'27’, 26'57'’ Gaby Tardelli 34'49'’ | Marcatori | 16'33'’ Guercio |

| Arbitri: | Gioacchino Lattanzio (Collegno) Fabio Massicci (San Benedetto del Tronto) |
| Crono:   | Marco Ambrosini (Teramo)                                                  |

|                                                            |           |                                       |
| Fernandez 9'30'’ Silva 14'41'’ Tasca 27'59'’ Pinto 30'03'’ | Marcatori | 31'38'’ Gariuolo 38'53'’ (aut.) Pinto |

### Semifinali
| Arbitri: | Nicola Carbonari (Pesaro) Antonio D’Addato (Verona) |
| Crono:   | Gianluca Pioli (Foligno)                            |

|                                                                    |           |                          |
| Coppola 11'47'’, 15'48'’, 29'36'’, 30'49'’ Puttow 26'00'’, 38'24'’ | Marcatori | 29'05'’, 31'35'’ Marsili |

| Arbitri: | Chiara Amicucci (Avezzano) Maria Serena Orgiu (Cagliari) |
| Crono:   | Alessandro Mella (Roma 1)                                |

|                                                                             |           |                        |
| Moreira 1'23'’ Othmani 2'21'’, 8'09'’ Loth 20'47'’, 30'24'’ Azevedo 27'06'’ | Marcatori | 17'55'’, 24'37'’ Silva |

### Finale
| Arbitri: | Luca Moscone (L'Aquila) Matteo Ariasi (Pescara) |
| Crono:   | Giuseppe Galasso (Avellino)                     |

| |            | |
| Coppola 19'59'’ (t.l.)                                                                                  | Marcatori  | 2'27'’, 7'10'’, 34'57'’ Loth                                                                                           |
| De Berti Puttow Tombola De Brito De Angelis Ariu Leonardi Rasetti Abagnale Marcazzan Coppola De Sanctis | Formazioni | · Tardelli · Moreira · Loth · Othmani · Azevedo · Pantaleo · Brueren · Pati · Valenzano · Errico · Iacobone · Tempesta |
| Donisi                                                                                                  | Allenatori | Pannarale |